# Francisco Javier Vergara y Velasco
Pour les articles homonymes, voir Vergara.
Francisco Javier Vergara y Velasco, né à Popayán (Cauca) le 15 juin 1860 et mort à Barranquilla (Atlántico) le 21 janvier 1914, était un géographe, cartographe, militaire et historien colombien.

## Biographie
Les œuvres principaux de Vergara sont Nueva Geografía de Colombia (1888, 1892 et 1901; version définitive publiée en 1902) et l' Atlas completo de geografía colombiana (1906-1910), grâce auquel il a gagné le prix Charles Maunoir de la Société de géographie de Paris.
Le géographe anarchiste français Elisée Reclus a basé le chapitre de sa Nouvelle Géographie Universelle sur la Colombie sur les œuvres de Vergara y Velasco.
Vergara fut un auteur érudit et critique dont la pensée géographique ne correspondait pas aux paramètres des idéologies géographiques dominantes de son pays et son époque; son travail sert de point de départ pour des études de l'histoire de la formation territoriale en Colombie.

## Publications (sélection)
- Nueva Geografía de Colombia (1888, 1892 et 1901)
- 1818 (Guerra de Independencia), Bogotá, Imprenta Nacional (1897)
- Atlas completo de geografía colombiana (1906-1910)
- Memoria sobre la construcción de una Nueva carta geográfica de Colombia y de un Atlas completo de geografía colombiana, Bogotá, Imprenta Eléctrica (1906)
- Tratado de metodología y crítica histórica y elementos de cronología colombiana, Bogotá, Imprenta Eléctrica (1907)
- Archivos Nacionales: índice analítico, metódico y descriptivo, Bogotá, Imprenta Nacional (1913)